# Aleksandr Petrovich Tormasov
Aleksandr Petrovich Tormasov (tiếng Nga: Александр Петрович Тормасов, sinh ngày 11 tháng 8 năm 1752 mất ngày 13 tháng 11 năm 1819). Là một vị đại tướng kỵ binh Đế quốc Nga nổi bật trong cuộc Chiến tranh Napoleon.
Năm 1772, ông là một trung úy trong trung đoàn bộ binh Vyatka. Ba năm sau, ông được thăng hàm trung tá.
Ông chỉ huy Trung đoàn Kỵ binh Aleksandrian, với hàm đại tá.
Ngày 21 tháng 3 năm 1791, ông được thăng hàm thiếu tướng.
Giống như nhiều tướng khác của thời gian này, ông đã bị sa thải bởi Hoàng đế Pavel I vào ngày 11 Tháng 7 năm 1799 và bị giam cầm trong pháo đài Dunamunde trong vài tháng.
Vào ngày 16 tháng 11 năm 1800, ông đã được phục hồi.
Ngày 15 tháng 9 năm 1801, vào ngày của lễ đăng quang của Hoàng đế Alexander I ông được thăng chức đại tướng kỵ binh.
Từ năm 1809 đến năm 1811, ông là Phó Vương Gruzia.
Vào ngày 13 Tháng 11 năm 1819, ông qua đời ở Moskva và được chôn cất tại tu viện Donskoy. Con trai duy nhất của Tormasov qua đời vào năm 1839 và do đó gia đình này đã bị diệt vong.